# Palazzo Vitelli a Sant’Egidio
Der Palazzo Vitelli a Sant’Egidio ist einer der vier Paläste, die die Familie Vitelli zwischen dem Ende des 15. und der zweiten Hälfte des 16. Jahrhunderts in Città di Castello errichten ließ. Er ist der größte Vitelli-Palast und wurde auf Veranlassung von Paolo II. Vitelli, einem Condottiere im Dienste des Papstes und der Familie Farnese, errichtet. Der Architekt ist unbekannt und nach der Überlieferung wurde der Palast von Paolo II. selbst entworfen. Der Palast ein Zeugnis für die Macht der Vitelli-Familie während der Renaissance. Der Komplex umfasst ein weites Gebiet mit einem Park, einem Nymphäum, einen Fischteich, die Kirche Madonna della Neve und im Hintergrund die „Palazzina“.

## Beschreibung
Der Palast wurde wahrscheinlich von Giorgio Vasari entworfen und zeigt den Einfluss zeitgenössischer florentinischer Architekturmodelle. Andere Kunsthistoriker nennen Bartolomeo Ammanati als Architekt, da verschiedene Elemente der Fassade Ähnlichkeiten mit seiner Arbeit zeigen. Der toskanische Einfluss zeigt sich in geräumigen Gewölben der Eingangshalle, den Säulengalerien und der Dekoration.
Ein Drittel der Fassade auf der Gartenseite wird von einer fünfbogigen Loggia eingenommen. Die Bögen wurden ursprünglich von Säulen getragen, die nach dem Erdbeben von 1789 durch stabilere Pfeiler ersetzt wurden.
Im Piano Nobile des Palastes fanden die Empfänge in einem großen und prächtigen Saal statt, dessen Wänden Prospero Fontana mit Fresken der zahlreichen militärischen Heldentaten der Familie Vitelli und den bedeutendsten Vertretern des Hauses ausschmückte. Die anderen Räume wurden nicht nur von Fontana, sondern auch von Vasari und Cristofano Gherardi dekoriert.
Sehr interessant ist auch der Park der Residenz, der einen botanischen Garten und einen künstlichen Hügel mit Steineichen umfasst. Am Ende des Gartens steht ein kleines Lustschloss, die „Palazzina“, das von Gherardi mit Fresken ausgemalt wurden, die den Mythos der Entstehung der Familie Vitelli erzählen.
Aufgrund seiner Unversehrtheit stellt das Gebäude noch heute eines der bedeutendsten italienischen Ensembles des 16. Jahrhunderts dar. Der Palast wurde von der Fondazione Cassa di Risparmio di Città di Castello erworben und sei den 1980er Jahren wurden wichtige Restaurierungsarbeiten durchgeführt.